# Txell Ferré
Artikeln följer den spanska namnseden; faderns efternamn är Ferré och moderns efternamn Gaset.
Meritxell "Txell" Ferré Gaset, född 10 november 2006, är en spansk konstsimmare.

## Karriär
I augusti 2022 vid junior-VM i Québec var Ferré en del av Spaniens lag som tog guld i det fria lagprogrammet samt silver i det tekniska lagprogrammet och fri kombination.
I juni 2024 var Ferré en del av Spaniens lag som tog guld i det tekniska lagprogrammet vid EM i Belgrad. Vid olympiska sommarspelen 2024 i Paris var hon en del av Spaniens lag som tog brons i lagtävlingen.
Vid konstsim-EM 2025 i Funchal tog Ferré silver i det tekniska parprogrammet tillsammans med Lilou Lluis. Hon var en del av Spaniens lag som tog guld i både det fria och tekniska lagprogrammet samt brons i det akrobatiska lagprogrammet. Vid VM 2025 i Singapore var Ferré en del av Spaniens lag som tog brons i det fria, tekniska och akrobatiska lagprogrammet.